# Isla de las Muñecas
Die Isla de las Muñecas (spanisch für Insel der Puppen oder Puppeninsel) ist eine Insel in Mexiko-Stadt. Auf der gesamten Insel sind Hunderte verstümmelte Spielzeugpuppen in den Bäumen aufgehängt. Sie sollten ursprünglich den Geist eines Mädchens vertreiben, das angeblich nahe der Insel ertrunken war. Heute ist die gruselige Insel eine Touristenattraktion.

## Lage
Früher befand sich im Süden des Kerns der heutigen Mexiko-Stadt ein flacher endorheischer See, der Lago de Xochimilco, der die ursprüngliche Heimat des Axolotls war. Er wurde durch Entwässerungsmaßnahmen weitgehend trockengelegt. Das Gebiet ist heute ein Netz von Kanälen im Stadtbezirk Xochimilco, circa 23 Kilometer von der Stadtmitte entfernt, und die aus dem See entstandene Moorlandschaft ist ein Naturschutzgebiet.
Die Landstücke zwischen den Kanälen bilden unzählige kleine Inseln, die nur durch schmale Wasseradern voneinander getrennt sind. Eine dieser Inseln, etwa in der Form eines Dreiecks von rund 150 Metern Seitenlänge, wird die Isla de las Muñecas genannt. Bis zur touristischen Erschließung seit Ende der 1990er-Jahre war sie bis auf eine Person unbewohnt.

## Die Erschaffung des Puppenkultes

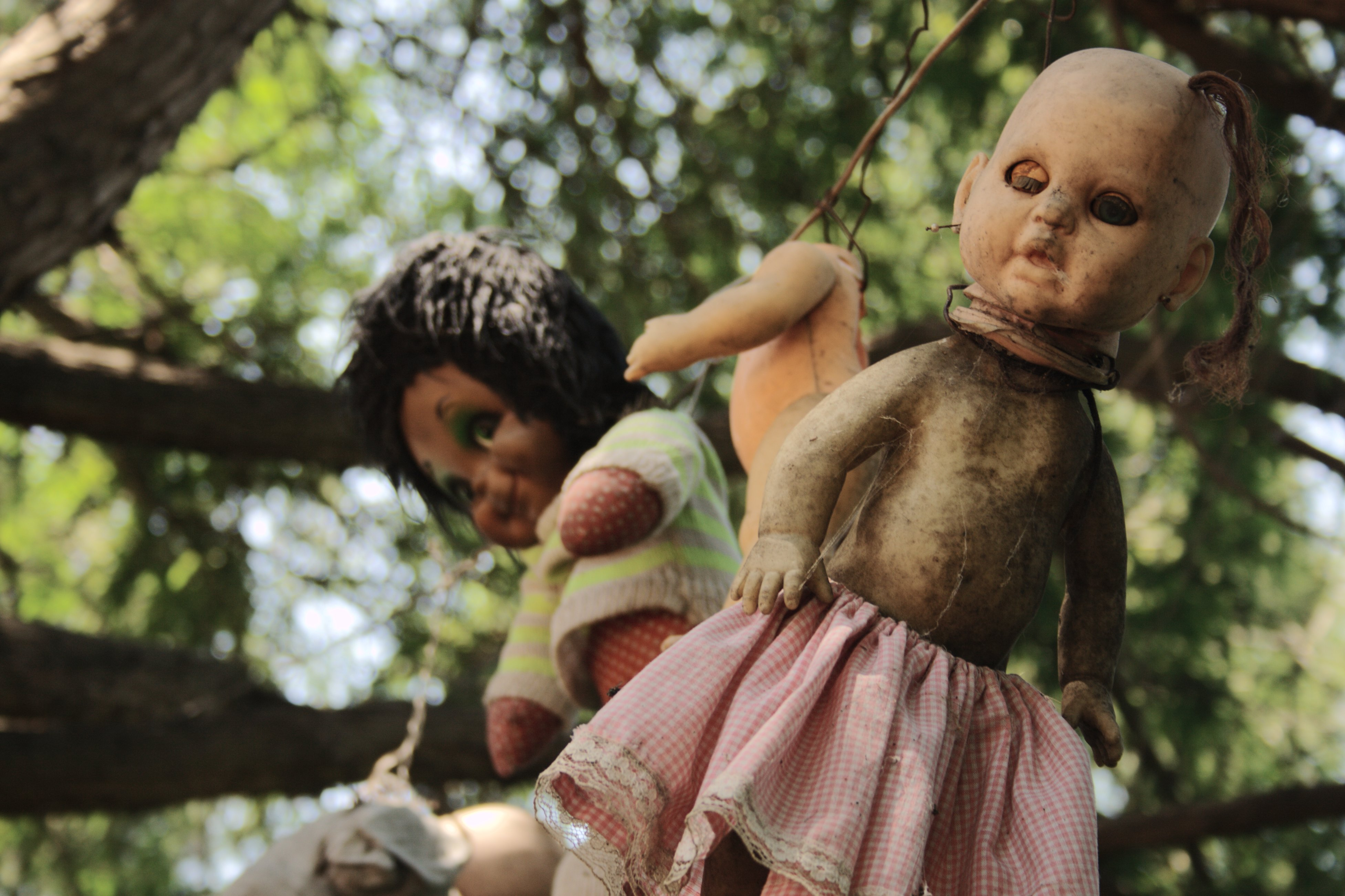
Nahaufnahme einiger Puppen

Einziger Bewohner der Insel war bis zu seinem Tod 2001 der Blumenzüchter und Fischer Julián Santana Barrera. Seinen Erzählungen nach ist vor dem Ufer der Insel 1951 ein kleines Mädchen ertrunken. Ihre Leiche wurde auf die Insel gespült und von Santana gefunden. Er geriet in Panik und fühlte sich ab diesem Zeitpunkt von dem Geist des Mädchens verfolgt. Angeblich seien ihre Schreie und ihre Forderung nach Spielzeug ständig hörbar gewesen. Santana sammelte weggeworfene Puppen, die er in den Kanälen fand, um den Geist des Mädchens damit zu beruhigen. Als diese aber nicht wie von ihm erwartet verschwanden, begann er damit, sie zu verstümmeln und als Abschreckung für den Geist in die Bäume zu hängen. Fast 1000 Puppen, teilweise ohne Augen oder Gliedmaßen, hängte er bis zu seinem Tod in die Bäume.
Julián Santana Barrera ertrank 2001 an derselben Stelle, an der er genau 50 Jahre zuvor das tote Mädchen gefunden hatte, nach manchen Aussagen, weil er betrunken war, nach anderen, weil er einen Herzinfarkt erlitten hatte.

## Touristenattraktion
Die Insel wird häufig von den einheimischen Festlandbewohnern als Ort für Mutproben genutzt. Die meisten Puppen bewegen sich mit dem Wind in den Bäumen und suggerieren so, lebendig zu sein. Jugendliche müssen zum Beweis ihrer Unerschrockenheit eine Nacht auf der Insel verbringen. Sie erweiterten die Puppensammlung und hängten immer neue gruselige Gestalten in die Bäume.
Seit Mitte der 1990er Jahre wurde die Insel wegen der schockierenden Dekoration auch bei Touristen immer beliebter. Während Santana selbst nur Geschenke und kein Geld von interessierten Touristen annahm, wurde das Gebiet nach seinem Tod touristisch erschlossen. Heute gibt es mehrmals täglich kostenpflichtige Bootsausflüge zu der Insel und für das Betreten der Insel wird Eintritt verlangt. Einziger Bewohner ist heute Anastacio Santana, der Neffe des verstorbenen Julián Santana Barrera.

## Medienrezeption
Der Kurzfilm Muñecas von Jorge Michael Grau aus dem Episodenfilm México Bárbaro – Grausame Legenden (2014) spielt auf der Isla de las Muñecas.